# 拉格兰奇 (肯塔基州)
拉格兰奇（英語：La Grange），是美国肯塔基州的一座城市。建立于1827年，面积约为18.4平方公里（7.1平方英里）。根据2010年美国人口普查，该市的人口为8,082人。